# Янковиці (Радомський повіт)
Янковиці (пол. Jankowice) — село в Польщі, у гміні Єдлінськ Радомського повіту Мазовецького воєводства.
Населення — 184 особи (2011).
У 1975-1998 роках село належало до Радомського воєводства.

## Демографія
Демографічна структура станом на 31 березня 2011 року:
|          | Загалом | Допрацездатний вік | Працездатний вік | Постпрацездатний вік |
| -------- | ------- | ------------------ | ---------------- | -------------------- |
| Чоловіки | 93      | 24                 | 60               | 9                    |
| Жінки    | 91      | 23                 | 48               | 20                   |
| Разом    | 184     | 47                 | 108              | 29                   |